# Rocher de la Tournette
El Rocher de la Tournette (4677 m s. n. m.) es una "espalda" rocosa del Mont Blanc. Se encuentra a lo largo de la vía normal de ascenso al Mont Blanc. No obstante, por su escasa prominencia no cumple el criterio topográfico y la UIAA no lo incluyó en su lista oficial de los cuatromiles de los Alpes, sino en la lista ampliada o de cimas secundarias, considerando que los otros dos criterios (Morfológico y Alpinístico) tampoco son favorables.
Siguiendo la vía normal francesa al Mont Blanc, el Rocher de la Tournette se encuentra entre la Petite Bosse y la cima. Desde la vertiente italiana bajo el Rocher se encuentra el Sperone della Tournette ("Espolón de la Tournette), espolón que se tiene que recorrer para conquistar la cima partiendo del Refugio Quintino Sella.
En los alrededores del Rocher de la Tournette el 3 de noviembre de 1950 se estrelló el Malabar Princess, un cuatrimotor Lockheed Constellation. Este desastre aéreo inspiró la película La montagna.

## Clasificación SOIUSA
Según la definición de la SOIUSA el Rocher de la Tournette pertenece:
- Gran parte = Alpes occidentales
- Gran sector = Alpes del noroeste
- Sección = Alpes Grayos
- Subsección = Alpes del Mont Blanc
- Supergrupo = Macizo del Mont Blanc
- Grupo = Grupo del Mont Blanc
- subgrupo = Mont Blanc
- Código = I/B-7.V-B.2.b

## Enlaces externos

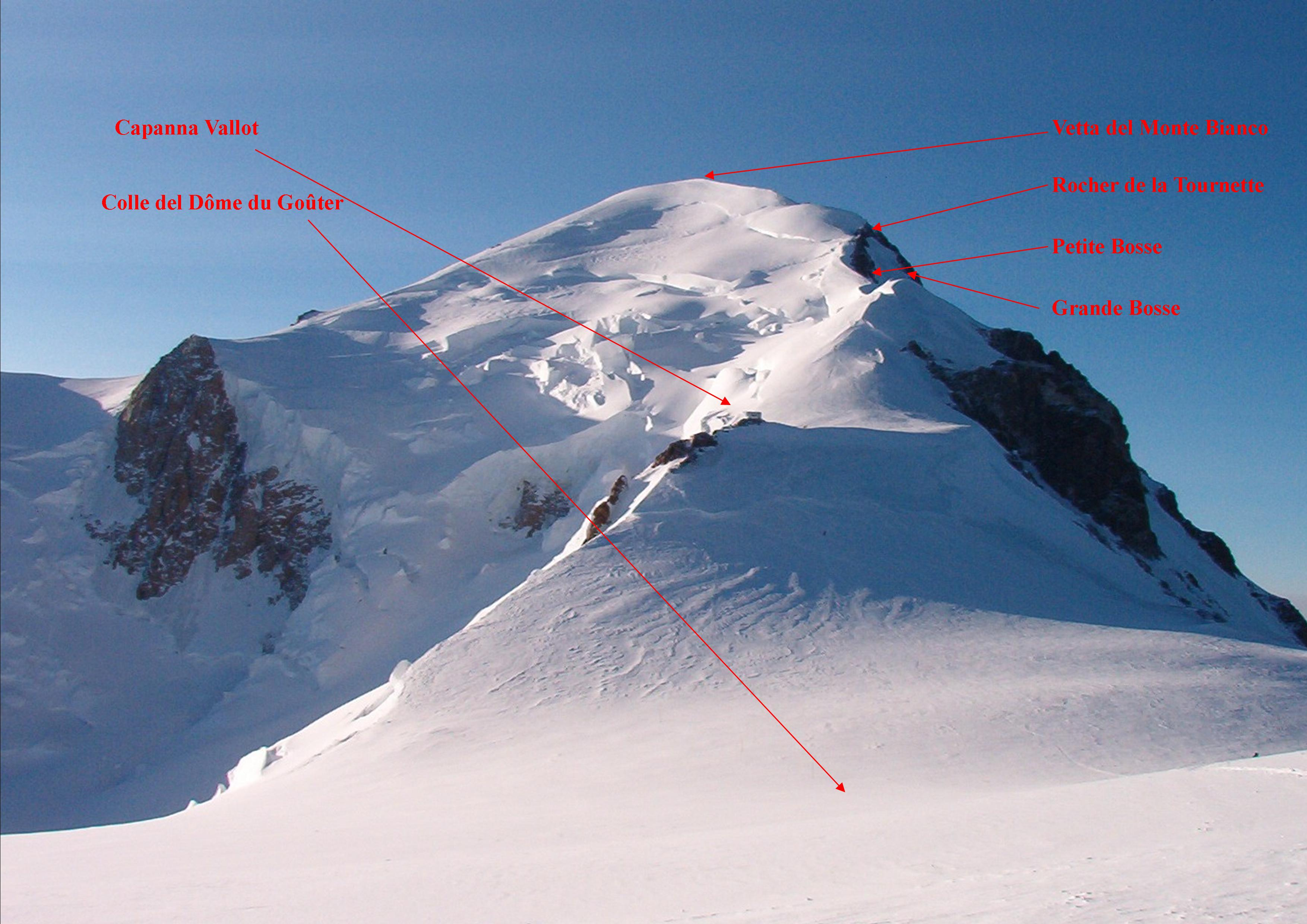
Vertiente francesa del Mont Blanc con indicación del Rocher de la Tournette.